# Morsø Provsti
| Morsø Provsti                                        | Morsø Provsti             |
| ---------------------------------------------------- | ------------------------- |
| Staat                                                | Dänemark                  |
| Region                                               | Nordjylland               |
| Kommune                                              | Morsø                     |
| Bistum (Stift)                                       | Aalborg                   |
| Gemeinden (Pastorater)                               | 9                         |
| Kirchspielgemeinden (Sogne)                          | 34                        |
| Pröpstin (Provst)                                    | Mette Moesgaard Jørgensen |
| Bevölkerung                                          | 20.057 (2021)             |
| Mitglieder der Folkekirken                           | 16.619 (2021)             |
| Anteil an der Gesamtbevölkerung:                     | ca. 82,9 %                |
| Website                                              | https://morsoeprovsti.dk/ |
|                                                      |                           |
| Lage der Morsø Provsti (rot) im Aalborg Stift (weiß) |                           |

Die Morsø Provsti ist eine Propstei der ev. luth. Volkskirche Dänemarks (Folkekirken) im Südwesten des Bistums Aalborg (Aalborg Stift) in Norddänemark. Sie umfasst das Gebiet der Morsø Kommune und somit die Insel Mors. Aufgeteilt ist die Propstei in 34 Kirchspiele und neun Gemeinden, Pröpstin ist Mette Moesgaard Jørgensen.

## Kirchspielgemeinden (Sogne)
Folgende 34 Kirchspielgemeinden bilden zusammen die Morsø Provsti:
- Agerø Sogn
- Alsted Sogn
- Bjergby Sogn
- Blidstrup Sogn
- Dragstrup Sogn
- Ejerslev Sogn
- Elsø Sogn
- Erslev Sogn
- Flade Sogn
- Frøslev Sogn
- Galtrup Sogn
- Hvidbjerg Sogn
- Jørsby Sogn
- Karby Sogn
- Ljørslev Sogn
- Lødderup Sogn
- Mollerup Sogn
- Nykøbing Mors Sogn
- Ovtrup Sogn
- Rakkeby Sogn
- Redsted Sogn
- Sejerslev Sogn
- Skallerup Sogn
- Solbjerg Sogn
- Sundby Sogn
- Sønder Dråby Sogn
- Tæbring Sogn
- Tødsø Sogn
- Vejerslev Sogn
- Vester Assels Sogn
- Ørding Sogn
- Øster Assels Sogn
- Øster Assels-Blidstrup Sogn
- Øster Jølby Sogn

## Gemeinden (Pastorater)
Die 34 Kirchspiele sind in folgende 9 Gemeinden aufgeteilt:
- Flade-Bjergby-Sundby-Skallerup Pastorat
- Frøslev-Mollerup-Ovtrup-Dragstrup Pastorat
- Galtrup-Øster Jølby-Erslev-Solbjerg Pastorat
- Lødderup-Elsø-Ljørslev-Ørding Pastorat
- Nykøbing M Pastorat
- Sejerslev-Ejerslev-Jørsby Pastorat
- Sydmors Pastorat
- Sydvestmors Pastorat
- Tødsø-Alsted-Sønder Dråby Pastorat